# Doratorhynchus
Doratorhynchus – rodzaj pterozaura stworzony na podstawie pojedynczego kręgu szyjnego odkrytego przez Richarda Owena w kamieniołomie Purberck w Wielkiej Brytanii. Zaklasyfikował on znalezisko do pterozaurów, nadając mu nazwę  Pterodactylus validus (1870). Jeszcze bardziej szczątkowy materiał, w tym paliczek skrzydła, bywał włączany do innych rodzajów, jak Ornithocheirus (Newton 1888) czy Cycnorhamphus (Owen 1870).
Umieszczono go w rodzinie Azhdarchidae, ale jego pozycja jest dyskusyjna.

## Gatunki
- D. validus (type) (Owen, 1875 (pierwotnie Pterodactylus)

## Synonimy
- Pterodactylus validus (Owen, 19870)
- Ornithocheirus (Newton 1888)
- Cycnorhamphus (Owen 1870)